# 多田覚
多田 覚（ただ さとる、通称：臥龍〈Garyu〉）は、日本のシンガーソングライター、作曲家。
2016年に初フルアルバム『That’s that’s』をリリース、収録曲「ため息」がUSEN週間リクエストチャートで6位を記録した。

## 来歴
初期の活動
- 震災復興支援や、いじめ問題を題材にしたメッセージソングを手がけており、2014年には福岡県民新聞でワンマンライブ告知とともに社会的テーマへの楽曲提供が紹介された[2]。

『That’s that’s』リリースと評価
- 2016年10月1日、初のフルアルバム『That’s that’s』を発売。収録曲「ため息」がUSEN週間リクエストチャートで6位にランクインし[1][3], インディーズながら一定の支持を得る。アルバムでは元THE HIGH-LOWSの白井幹夫から「俺にプロデュースをやらせろ!」と言われたエピソードが紹介されている[1]。

アートにエールを!東京プロジェクトへの参加
- 2020年、新型コロナウイルス感染症の影響下での芸術支援策として東京都が主導した「アートにエールを!東京プロジェクト」に参加し、車椅子ダンサーの古田博子と共同で「Smile!（悲しみを吹き飛ばせ）」を制作[4]。同作品は東京都の公式サイトなどで公開され、広く周知された。

## 臥龍Band
多田は「臥龍Band」のボーカル&ギターを担当している。メンバーは以下のとおり。
- ベース：栃原優二
- ギター：You-ki
- ピアノ：神村晃司
- ドラム：Gaaa 小川
- ボーカル&ギター：多田覚

## ディスコグラフィ
フルアルバム
- That’s that’s（2016年10月1日）

## 人物
社会問題や災害支援を題材にした楽曲が特徴で、福岡県民新聞によれば東日本大震災やいじめ問題への想いを曲に込めているという。また、アルバム制作時には元THE HIGH-LOWSの白井幹夫から高評価を受けており, 楽曲「ため息」のUSENチャート6位入りをきっかけに知名度を広げた。

## メディア掲載
- 福岡県民新聞（2014年） - ワンマンライブ告知・社会的メッセージへの取り組みを紹介[2]
- ORICON NEWS「芸能人事典」 - プロフィール掲載[5]